# Evangelische Kirche Augsburgischen Bekenntnisses in der Slowakei

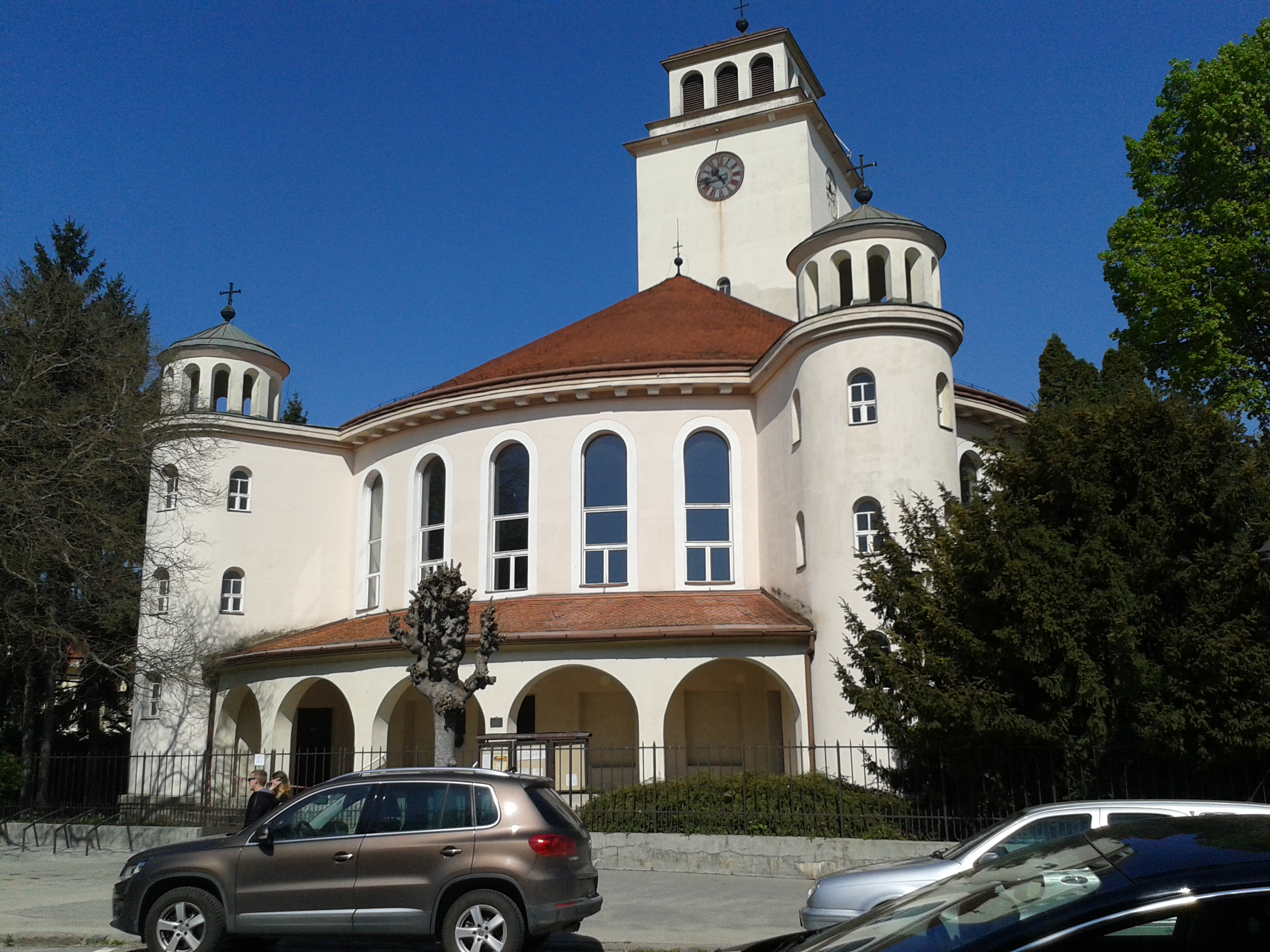
ECAV-Kirche in Trnava (1924)

Die Evangelische Kirche Augsburgischen Bekenntnisses in der Slowakei (ECAV) (Slowakisch Evanjelická cirkev augsburského vyznania na Slovensku) ist eine lutherische Kirche in der Slowakei und als solche Mitglied des Lutherischen Weltbunds.
Mit etwa 225.513 Mitgliedern (ca. 4 % der Bevölkerung) ist die ECAV nach der römisch-katholischen die zweitgrößte Kirche der Slowakei. Sie hat derzeit 326 Gemeinden und 657 Kirchenbauten und etwa 355 aktive Pfarrpersonen. Leitender Bischof (Generalbischof) ist seit 2018 Ivan Eľko. Daneben gibt es je einen Bischof für den Ost- und den Westdistrikt.

## Geschichte
Schon seit den 1520er Jahren wurden die Gedanken der Reformation im Gebiet der heutigen Slowakei verbreitet. In der Mitte des 16. Jahrhunderts war die Mehrheit der Bevölkerung, besonders in den großenteils deutschsprachigen Städten, lutherisch. Schwerpunkte bildeten die Zips im Nordosten und die Freistädte der Pentapolitana im Osten des Landes; aber auch in Pressburg gab es ab 1606 eine lutherische Kirchengemeinde. Zu einer ersten Organisation kam es 1610 auf der Synode von Sillein. Anschließend führte aber die Gegenreformation, mit dem Höhepunkt im „Trauerjahrzehnt“ 1671–1681, zu einem starken Rückgang der Protestanten. Auch die Wiederherstellung einer begrenzten Religionsfreiheit auf dem Ödenburger Landtag von 1681 änderte nicht viel an der weitgehend rechtlosen Situation. Erst nach dem Toleranzpatent von Kaiser Joseph II. von 1781 war wieder ein geordneter Aufbau der Kirche möglich.
Im 19. Jahrhundert hatte die lutherische Kirche im Königreich Ungarn etwa gleich viele ungarischsprachige, deutschsprachige und slowakischsprachige Mitglieder. Lutherische Pfarrer wie Ján Kollár, Michal Miloslav Hodža oder Samo Chalupka gehörten aber zu den Trägern der slowakischen Nationalbewegung. Besonders in den deutschen Gemeinden sorgte der Pfarrer und spätere Senior Carl Eugen Schmidt (1865–1948) für eine betont lutherische Ausrichtung. Der nordwestliche Teil des Königreichs und damit der größte Teil der späteren Slowakei bildete den Evangelischen Kirchendistrikt für Cisdanubien der Ungarnländischen Evangelischen Kirche A. B.
Nach der Gründung der Tschechoslowakei von der „Mutterkirche“ in Budapest getrennt, mussten die lutherischen Gemeinden nach 1918 eine eigenständige Kirche bilden. Dieser Prozess wurde 1922 durch die Verabschiedung einer Kirchenverfassung abgeschlossen. Von 1948 bis 1989 wurde die Kirche von der kommunistischen Regierung kontrolliert, 1993 gab sie sich eine neue Verfassung.

## Generalbischöfe
- 1919–1930 Juraj Janoška
- 1930–1934 Dušan Fajnor
- 1934–1951 Vladimír Pavol Čobrda
- 1951–1970 Ján Chabada
- 1970–1990 Ján Michalko
- 1990–1994 Pavel Uhorskai
- 1994–2006 Július Filo
- 2006–2018 Miloš Klátik
- 2018–0000 Ivan Eľko